# Élodie Bouchez
 (février 2025).
- Si vous ne connaissez pas le sujet, laissez ce bandeau (vous pouvez alors contacter les auteurs).
- Si vous supprimez le contenu mis en cause (vous pouvez préalablement contacter les auteurs),

argumentez précisément cette suppression dans la page de discussion
(un manque de référence n'est pas un argument ; une recherche réelle de référence doit avoir été effectuée, être formellement documentée).
Pour les articles homonymes, voir Bouchez.
Ne doit pas être confondue avec la chanteuse Élodie Bouche
Élodie Bouchez (prononcé en français : [elodi buʃe]), née le 5 avril 1973 à Montreuil, est une actrice française.
Elle obtient le César du meilleur espoir féminin pour Les Roseaux sauvages en 1995, ainsi que le César de la meilleure actrice et le Prix d’interprétation féminine du Festival de Cannes pour La Vie rêvée des anges en 1998.
Au cours de sa carrière elle travaille avec de nombreux cinéastes renommés tels que Cédric Klapisch, André Téchiné, Serge Gainsbourg, Patrice Leconte, Abdellatif Kechiche, Yolande Zauberman, Érick Zonca, Olivier Dahan, Quentin Dupieux, Jeanne Herry ou encore Antony Cordier, avec qui elle collabore à quatre reprises (trois longs-métrages et une série télé).
Elle fait également partie de la troupe du Théâtre de la Ville à Paris.

## Biographie

### Débuts et révélation critique
Élodie Bouchez débute au cinéma dans Stan the Flasher, film de Serge Gainsbourg qui sort en 1989, mais c'est surtout sa prestation dans Les Roseaux sauvages en 1994 qui lui vaut une reconnaissance, notamment en obtenant un César dans la catégorie de l'espoir féminin.
On la voit aussi dans Le péril jeune de Cédric Klapisch, en petite amie de Tomasi joué par Romain Duris.
En 1998, c'est La Vie rêvée des anges qui la consacre comme meilleure actrice au Festival de Cannes puis aux Césars et aux Prix du cinéma européen (partageant les récompenses de Cannes et du cinéma européen avec Natacha Régnier, sa partenaire dans le film)[réf. nécessaire].

### Expérience américaine

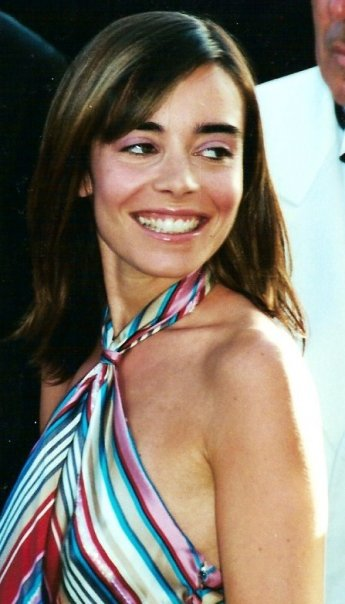
Élodie Bouchez au festival de Cannes 2000, pour La Faute à Voltaire.

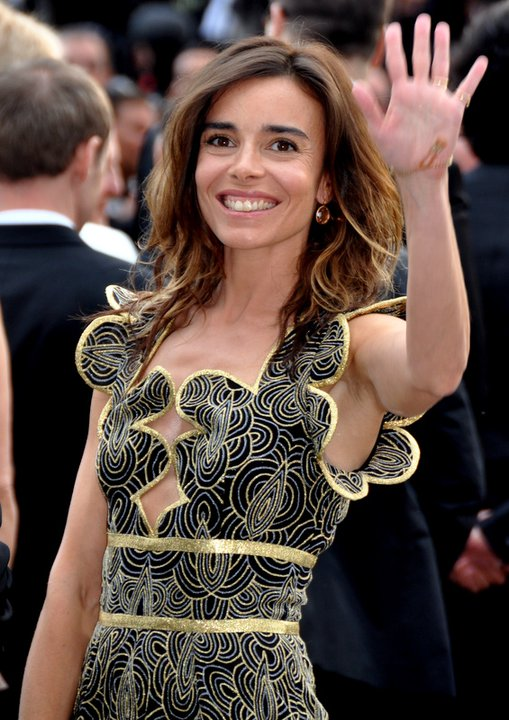
Élodie Bouchez au festival de Cannes 2011.

En 2005, Élodie Bouchez entame une carrière aux États-Unis en rejoignant le casting de la cinquième saison de la série Alias dans laquelle Jennifer Garner et Michael Vartan incarnent les rôles principaux d'agents secrets. Elle y joue Renée Rienne, une criminelle poursuivie par les polices du monde entier. Le premier épisode de cette nouvelle saison a été diffusé le 29 septembre 2005 sur ABC et le 8 février 2007 en France sur la chaîne M6. Mais l'actrice voit son personnage écarté à la moitié de la saison, au profit d'un autre personnage féminin, interprété par Amy Acker, et mieux reçu par la critique et le public[réf. nécessaire].
Elle apparaît également sur grand écran dans des productions indépendantes : America Brown de Paul Black avec Ryan Kwanten, Hill Harper et Natasha Lyonne, Shooting Vegetarians de Mikey Jackson avec Guillermo Diaz, et Sorry, Haters de Jeff Stanzler avec Robin Wright, Abdellatif Kechiche et Sandra Oh[réf. nécessaire].
Elle joue aussi dans deux épisodes des saisons 3 et 4 de la série The L Word, où elle tient un rôle secondaire, celui de Claude Mondrian, la maîtresse de Jenny Schecter au moment où celle-ci atteint la consécration littéraire et voit revenir son premier amour lesbien, Marina. Ces expériences à la télévision américaine resteront isolées, l'actrice revenant ensuite vers des projets français[réf. nécessaire].

### Retour en France
En 2007, elle suit Michaël Youn dans sa première expérience dramatique, Héros, de Bruno Merle, et tient un rôle secondaire dans le drame Après lui, de Gaël Morel, porté par Catherine Deneuve. Elle fait également partie du casting quatre étoiles réuni pour le drame Ma Place au soleil, d'Eric de Montalier[réf. nécessaire].
L'année 2008 l'amène vers un cinéma plus léger : elle évolue dans la comédie Tel père telle fille, avec Vincent Elbaz en tête d'affiche ; puis elle participe à l'expérimental Seuls two, du duo comique Eric et Ramzy[réf. nécessaire].
En 2010, elle évolue dans le drame The Imperialists Are Still Alive, de Zeina Durra, et suit de nouveau une comique en incursion dramatique, Marina Foïs à contre-emploi pour la romance Happy Few, écrite et réalisée par Antony Cordier[réf. nécessaire].
Lors du Festival de Cannes 2011, elle est membre du jury Un certain regard, sous la présidence du réalisateur Emir Kusturica[réf. nécessaire].
Il faut attendre 2013 pour la revoir au cinéma : elle tient le seul rôle féminin principal de la comédie populaire La Grande Boucle, de Laurent Tuel, puis fait partie du casting de la comédie dramatique Juliette, de Pierre Godeau[réf. nécessaire].
En 2014, elle est dirigée par Laëtitia Masson pour GHB, dont elle joue le rôle principal. Et les années suivantes, elle retrouve un humour décalé : en 2015 pour Réalité, de Quentin Dupieux, et en 2016, pour la première réalisation en solo de Ramzy Bedia, Hibou[réf. nécessaire].
Lors du Festival de Cannes 2017, elle est membre du jury de la Caméra d'or, sous la présidence de la comédienne française Sandrine Kiberlain[réf. nécessaire].
En 2018, elle est membre du jury du 32e Festival du film de Cabourg, présidé par André Téchiné. La même année, elle tient plusieurs rôles : des petits rôles dans deux projets : tout d'abord la comédie dramatique Gaspard va au mariage, d'Antony Cordier, où elle prête ses traits à la mère décédée du héros, apparaissant dans les flashbacks ; puis la comédie parodique Guy, d'Alex Lutz, où elle apparaît dans des images d'archives : elle incarne la version jeune d'une protagoniste, une chanteuse de variétés des années 1970. Enfin, elle interprète le personnage d’Alice dans le drame indépendant Pupille, de Jeanne Herry. Ce rôle lui vaut le prix Lumière de la meilleure actrice ainsi qu’une nomination aux César dans la catégorie meilleure actrice[réf. nécessaire].

### Vie privée
Suite au tournage du Péril Jeune, Élodie Bouchez est en couple avec Romain Duris pendant environ 5 ans. Puis Élodie Bouchez est en couple avec le musicien français Thomas Bangalter du duo Daft Punk, avec qui elle a eu deux garçons, Tara-Jay (né en 2002) et Roxan (né en 2008).

## Filmographie

### Cinéma

#### Années 1980
- 1989 : Stan the Flasher de Serge Gainsbourg : Natacha

#### Années 1990
- 1992 : Le Cahier volé de Christine Lipinska : Virginie
- 1993 : Tango de Patrice Leconte : la fille dans l'avion
- 1994 : Le Péril jeune de Cédric Klapisch : Sophie
- 1994 : Les Roseaux sauvages d'André Téchiné : Maïté Alvarez
- 1995 : Le Plus Bel Âge de Didier Haudepin : Delphine
- 1996 : Mademoiselle Personne de Pascale Bailly : elle-même
- 1996 : La Divine Poursuite de Michel Deville : Angèle
- 1996 : La Propriétaire (The Proprietor) d'Ismail Merchant : la jeune fille "Je m'appelle France"
- 1996 : À toute vitesse de Gaël Morel : Julie
- 1996 : Les Raisons du cœur (Flammen im Paradies) de Markus Imhoof : Juliette
- 1996 : Clubbed to Death (Lola) de Yolande Zauberman : Lola
- 1997 : Le Ciel est à nous de Graham Guit : Lola
- 1998 : J'aimerais pas crever un dimanche de Didier Le Pêcheur : Térésa
- 1998 : Les Kidnappeurs de Graham Guit : Claire
- 1998 : Louise (take 2) de Siegfried : Louise
- 1998 : La Vie rêvée des anges d'Érick Zonca : Isabelle
- 1998 : Zonzon de Laurent Bouhnik : Carmen
- 1999 : Lovers de Jean-Marc Barr : Jeanne

#### Années 2000
- 2000 : La Faute à Voltaire d'Abdellatif Kechiche : Lucie
- 2000 : Too Much Flesh de Jean-Marc Barr et Pascal Arnold : Juliette
- 2001 : The Beatnicks de Nicholson Williams : Nica
- 2001 : CQ de Roman Coppola : Marlene
- 2001 : La Guerre à Paris de Yolande Zauberman : Ana Maria
- 2001 : Being Light de Jean-Marc Barr et Pascal Arnold : Justine
- 2001 : Le Petit Poucet de Olivier Dahan : La femme de l'ogre
- 2002 : Le Pacte du silence de Graham Guit : Gaëlle / Sarah
- 2003 : Stormy Weather de Sólveig Anspach : Cora
- 2004 : America Brown de Paul Black : Rosie
- 2005 : Shooting Vegetarians de Mikey Jackson : la fille joyeuse au coffee shop
- 2005 : Brice de Nice de James Huth : Jeanne
- 2005 : Sorry, Haters de Jeff Stanzler : Eloise
- 2007 : Je déteste les enfants des autres d'Anne Fassio : Cécile
- 2007 : Héros de Bruno Merle : Lisa
- 2007 : Après lui de Gaël Morel : Laure
- 2007 : Ma Place au soleil d'Eric de Montalier : Julie
- 2008 : Tel père telle fille d'Olivier de Plas : Sandra

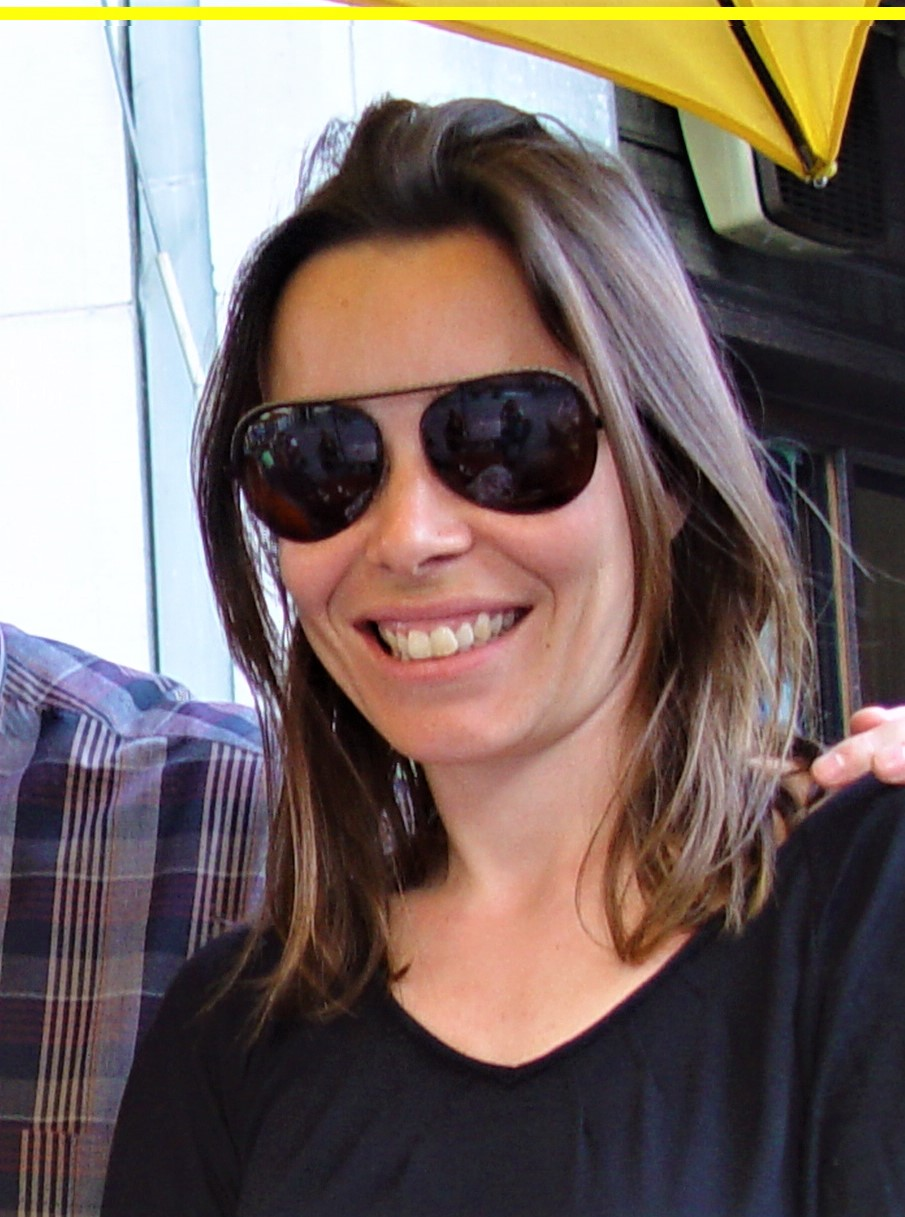
Elodie Bouchez en 2007

- 2008 : Seuls two d'Eric et Ramzy : Juliette

#### Années 2010
- 2010 : Happy Few d'Antony Cordier : Teri
- 2010 : The Imperialists Are Still Alive de Zeina Durra : Asya
- 2013 : La Grande Boucle de Laurent Tuel : Sylvie Nouel
- 2013 : Juliette de Pierre Godeau : Louise
- 2014 : GHB de Laetitia Masson : Jo
- 2015 : Réalité de Quentin Dupieux : Alice
- 2016 : Hibou de Ramzy Bedia : Anita / panda
- 2018 : Gaspard va au mariage d'Antony Cordier : la mère de Gaspard
- 2018 : Fleuve noir d'Érick Zonca : Lola Bellaile
- 2018 : Guy d'Alex Lutz : Anne-Marie jeune
- 2018 : Pupille de Jeanne Herry : Alice

#### Années 2020
- 2022 : Simone, le voyage du siècle d'Olivier Dahan : Yvonne Jacob
- 2023 : Amore mio de Guillaume Gouix : Margaux
- 2023 : Je verrai toujours vos visages de Jeanne Herry : Judith
- 2023 : Hawaii de Mélissa Drigeard : Inès
- 2023 : Un hiver en été de Laetitia Masson : Georgia
- 2023 : Le Consentement de Vanessa Filho : Vanessa Springora adulte
- 2023 : En attendant la nuit de Céline Rouzet : Laurence Feral
- 2024 : L'Amour ouf de Gilles Lellouche : La mère de Clotaire
- 2024 : Ma famille chérie d'Isild Le Besco : Estelle
- 2025 : Dis-moi juste que tu m'aimes d'Anne Le Ny : Marie
- 2025 : Enzo de Laurent Cantet et Robin Campillo : Marion
- 2025 : Classe moyenne d'Antony Cordier

### Télévision
- 1993 : La Lettre inachevée (téléfilm) de Chantal Picault : Michèle
- 1994 : Les Brouches (téléfilm) d'Alain Tasma : Sandrine
- 1994 : Extrême Limite (série télévisée), saison 1, épisode 15  La Clandestine de Bernard Dubois : Marion
- 1994 : Les Cordier, juge et flic (série télévisée), épisode L'Assassin des beaux quartiers réalisé par Alain Bonnot : Sophie Hamon
- 1999 : Premières Neiges (téléfilm) de Gaël Morel : Léa
- 2005-2006 : Alias (série télévisée), saison 5, 12 épisodes : Renée Rienne
- 2007 : The L Word (série télévisée), saison 3, épisode 12 / saison 4, épisode 1 : Claude Mondrian
- 2009 : Douce France (téléfilm) de Stéphane Giusti : Muriel
- 2013 : Le Débarquement 2 (divertissement)
- 2018 : Aurore (mini-série télévisée) de Laëtitia Masson : Aurore
- 2019 : Mouche (série télévisée) de Jeanne Herry : vendeuse sex-shop
- 2019 : Temps de chien (téléfilm) d'Édouard Deluc : Florence
- 2022 : Chevrotine (téléfilm) de Laëtitia Masson : Laura
- 2022 : OVNI(s) d'Antony Cordier (série télévisée), saison 2, épisode 7 : Madeleine
- 2025 : Les Rives du fleuve (téléfilm) de Guillaume Nicloux : Alice

### Courts métrages
- 1992 : Tous les garçons d'Étienne Faure : la fille qui attend quelqu'un qui ne viendra pas
- 1994 : Les Mots de l'amour de Vincent Ravalec : la fille
- 1995 : L'Anniversaire de Patrick Volson : Julie
- 1997 : C'est Noël déjà de Siegfried : la vendeuse de crêpes
- 1998 : Je veux descendre de Sylvie Testud
- 2004 : À quoi ça sert de voter écolo? d'Aure Atika : Angèle
- 2004 : Toi, vieux de Pierre Coré : Elina
- 2009 : Driving Elodie de Lars Henning : Elodie
- 2011 : S/S 2012 de Thomas Bangalter
- 2012 : Anna et Jérôme de Mélanie Delloye-Betancourt : Anna
- 2012 : She Said, She Said de Stuart Blumberg : Eloïse
- 2015 : Lorsque l'amour sera mort d'Érick Zonca :
- 2015 : Hard Drive de Peter Welch : Maya
- 2019 : Roberto le canari de Nathalie Saugeon : Elsa

## Théâtre
- 2007 : Gamines de Sylvie Testud, mise en scène de l'autrice, Comédie de Picardie, Théâtre de la Croix-Rousse, Théâtre national de Nice
- 2010 : Casimir et Caroline d'Ödön von Horváth, mise en scène Emmanuel Demarcy-Mota, Théâtre de la Ville
- 2012 : Victor ou les enfants au pouvoir de Roger Vitrac, mise en scène Emmanuel Demarcy-Mota, Théâtre de la Ville
- 2019 : Les Sorcières de Salem d'Arthur Miller, mise en scène Emmanuel Demarcy-Mota, Théâtre de la Ville
- 2024 : Le Songe d’une nuit d’été de William Shakespeare, mise en scène Emmanuel Demarcy-Mota, Théâtre de la Ville

## Distinctions

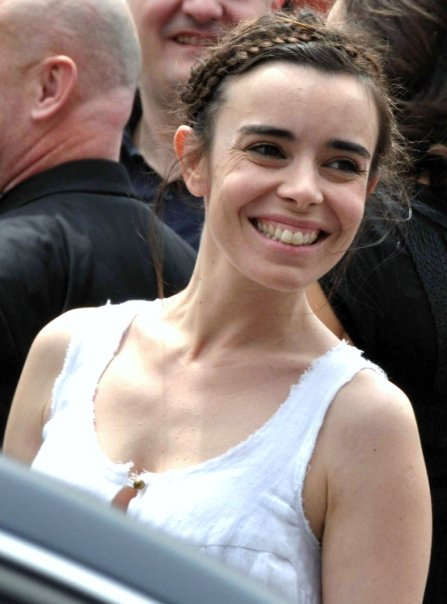
Élodie Bouchez au festival de Cannes 2009.

### Récompenses
- César 1995 : Meilleur espoir féminin pour Les Roseaux sauvages
- Festival de Cannes 1998 : Prix d'interprétation féminine pour La Vie rêvée des anges (prix partagé avec Natacha Régnier)
- Prix du cinéma européen 1998 : Meilleure actrice pour La Vie rêvée des anges (prix partagé avec Natacha Régnier)
- Lumières 1999 : Meilleure actrice pour La Vie rêvée des anges
- César 1999 : Meilleure actrice pour La Vie rêvée des anges
- Festival international du film francophone de Namur 2018 : Bayard de la meilleure comédienne pour Pupille
- Lumières 2019 : Meilleure actrice pour Pupille

### Nominations
- César 2019 : Meilleure actrice pour Pupille
- César 2024 : Meilleure actrice dans un second rôle pour Je verrai toujours vos visages
- César 2025 : meilleure actrice dans un second rôle pour L'Amour ouf

### Jurys de festivals
- Festival de Cannes 2011 : membre du jury Un certain regard
- Festival de Cannes 2017 : membre du jury de la Caméra d’or
- Festival du film de Cabourg 2018 : membre du jury
- Festival du cinéma américain de Deauville 2022 : présidente du jury de la Révélation

### Décorations
- Chevalière de l'ordre des Arts et des Lettres (2019)[3]